# Allantus togatus
Allantus togatus är en stekelart som först beskrevs av Georg Wolfgang Franz Panzer 1801.  Allantus togatus ingår i släktet Allantus, och familjen bladsteklar. Arten är reproducerande i Sverige.